# أمثال بتاح حتب

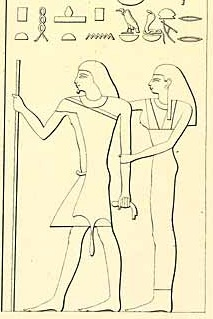
بتاح حتب وزوجته "خامرر نبتي" ، من مقبرتهما بسقارة.

 أمثال بتاح حتب أو تعاليم بتاح حتب  أحد أعمال الأدب المصري القديم المنسوبة إلى بتاح حتب وزير الملك جد كا رع (الشهير بـ إيزيسي) أحد ملوك الأسرة الخامسة (حوالي: 2414-2375 ق.م). وهي مجموعة من الأحكام والنصائح حول العلاقات الإنسانية، والموجهة من بتاح حتب لابنه. النص موجود على برديات، منها بردية بريسي التي تعود لعصر الدولة المصرية الوسطى، والمعروضة في مكتبة فرنسا الوطنية في باريس. هناك اختلافات كبيرة بين نسخة بردية بريسي والنصين المحفوظين في المتحف البريطاني. وقد قام بترجمتها «باتيسكومب جن» في عام 1906 م، كجزء من مجموعة كتب «حكمة الشرق»، حيث قام بترجمة بردية بريسي في باريس. ولا تزال تنشر حتى الآن.
تبدأ الأمثال، بتوضيح كاتبها لسبب كتابتها، وهي وصوله لسن الشيخوخة ورغبته في نقل حكمة أسلافه، التي وصفها بأنها «كلمات الآلهة». تمجّد تلك الأمثال فضائل السلوك السوي بين الناس، مثل الصدق والعدل وضبط النفس والرفق بالآخرين، والدعوة للتعلم عن طريق الاستماع إلى الجميع ومعرفة أن المعرفة البشرية لن تكتمل أبدًا. إضافةً إلى تجنب الصراعات كلما كان ذلك ممكنًا، ولا ينبغي أن يعتبر ذلك ضعفًا. وينبغي السعي إلى العدالة، وفي النهاية ستسود كلمة الآلهة. تشير بعض النصائح إلى كيفية اختيار السيد المناسب وخدمته، وتلقن نصائح أخرى دروسًا حول الطريقة الصحيحة للقيادة من خلال الانفتاحية والطيبة، واعتبرت تلك الإرشادات أن الطمع هو أساس كل شر ويجب الاحتراس منه، وأن الكرم مع الأهل والأصدقاء أمر جدير بالثناء، وقبول السمو في المقام الاجتماعي باعتباره منحة إلهية، ويمكن الحفاظ عليه بقبول العمل تحت إرادة الرئيس.

## مقتطفات من أمثاله

جزء من بردية بريسي بالكتابة الهيراطيقية.

الاقتباسات مأخوذة عن ترجمة كريستيان جاك: "الحكمة المعيشية في مصر القديمة"The Living Wisdom of Ancient Egypt".
- «يجب أن يكون السلوك سويًا لدرجة قياسه على الشاقول». (ص. 27)
- «الظلم موجود بوفرة، ولكن الشر لا يمكن أبدًا أن ينجح على المدى الطويل». (ص. 32)
- «عاقب وفق القواعد، وإذا علـّمت فليكن تعليمك ذو معنى. محاربة المساويء تؤدي إلى العشوائية». (ص. 32)
- «لا تؤدي أعمال الإنسان إلى شيء، وإنما الإرادة الإلهية هي السائرة». (ص. 41)
- «من يرشدهم الإله لا يضلوا، ومن يبعد قاربهم (الإله) فلن يستطيعوا العبور». (ص. 43)
- «اتبع قلبك طوال حياتك، ولا تزيد العنف تجاه ما تقرر.» (ص. 66)
- «إذا كنت تعمل بجد، وإذا كان نمو الحقول كما ينبغي، فذلك لأن الله قد وضع البركة في يديك». (ص. 74)
- «لا تثرثر في حيّك، فالناس تحترم الصامت». (ص. 74)
- «في الاستماع فوائد للمستمع». (ص. 74)
- «إذا أصغي المسمع إصغاء جيدا، فسوف يفهم جيدا». (ص. 76)
- «من يستمع يصبح سيد المكاسب». (ص. 76)
- «الاستماع أفضل من أي شيء، وهكذا يولد الحب المثالي». (ص. 76)
- «الإله يحب الصاغين، ويكره من لا يصغى». (ص. 76)
- «الجاهل الذي لا يصغي لا يصل إلى شيء، فهو يساوي بين المعرفة والجهل، وبين المفيد والضار. ويفعل الشائبات فيستاء الناس منه يوميًا». (ص. 77)
- «الكلمة الحسنة مدفونة أعمق من الحجر الكريم، وهي موجودة بجانب الخدم العاملين في الطاحونة». (ص. 78)
- «لا تتحدث إلا عندما يكون لديك شيء يستحق أن تقوله». (ص. 79)
- «وأنت أيها المرء، علم ابنك الكلام المتوارث، فربما كان مثالا يحذو حذوه أبناء العظماء، وقد يجدوا فيه الفهم والعدل لكل من يخاطبه، بما أن الإنسان لم يولد حكيمًا». (ص. 85)
- «المرأة ذات القلب السعيد تجلب التوازن». (ص. 107)
- «حب زوجتك بحرارة». (ص. 107)
- «هؤلاء الذين يشتهون النساء دائمًا، لن ينجحوا بشيء مما يخططون له». (ص. 108)
- «كم هو رائع الابن الذي يطيع والده!». (ص. 112)
- «كم هو سعيد من يقال عنه: ابن لطيف عندما يعرف كيف يستمع». (ص. 112)
- «لا تلوم أولئك الذين ليس لديهم أطفال، ولا تنتقدهم، ولا تتفاخر بأنه لديك أطفال». (ص. 113)
- «لا تتفاخر بما تعرفه. واستشر الجاهل والحكيم». (ص. 119)
- «لا تثق من أعماق قلبك فيما جمعته من ثروات، لأن كل شيء هو من عطاء الإله». (ص. 126)
- «فكر في العيش بسلام بما لديك، وما يريده الإله فهو المقدور». (ص. 127)
- «لا تردد الشائعات، ولا تستمع إليها». (ص. 139)
- «من لديه قلب كبير لديه هبة من الله، ومن يُطيع بطنه، فهو يطيع عدوه». (ص. 140)
- «من يرشده الإله لا يضل، ومن يمنعهم (الإله) من المرور فلن يستطيعوا عبور نهر الحياة». (ص. 143)
- «السلوك السليم تعرفه من الطريق السليم في التعامل.»
- «من يتعز بالإله فهو مصيب، ومن يمسك الإله بقاربه فلن يفلح في العبور.»
- «تكلم فقط إذا كان لديك شيئا معقولا تقوله.»

## وصلات خارجية
- Maxims of Ptahhotep
- The Maxims of Good Discourse